# أنغارسك
أنغارسك (بالروسية: Ангарск) هي إحدى مدن روسيا في الكيان الفدرالي الروسي إركوتسك أوبلاست.

## توأمة
لأنغارسك اتفاقيات توأمة مع كل من:
- أومسك
- مايتشي (8 سبتمبر 2007 - )

## أعلام
- ناتاليا إيفانوفا
- يوري كوزنيتسوف
- ألكسندر بوبوف
- أندري زورين أو إس